# Razionamento azionario
Il razionamento azionario (del credito) è l'accessibilità ai finanziamenti esterni (aziende piccole con bassa capitalizzazione e limitazione agli investimenti). Il razionamento azionario provoca l'impossibilità, da parte dell'impresa, a finanziarsi mediante emissione di azioni, l'unico finanziamento esterno possibile risulta quindi essere quello bancario. Quest'ultimo espone però il management al rischio di bancarotta.

## Asimmetrie informative nel mercato del credito

### Selezione avversa nel mercato del credito
"Credit Rationing" nel modello Stiglitz-Weiss
Nel mercato del credito con informazione perfetta il tasso di interesse rappresenta il prezzo del credito e il punto in cui domanda e offerta si incontrano. In presenza di asimmetrie informative (selezione avversa in questo caso), il tasso di interesse ha anche un altro ruolo, in quanto influenza il tipo (e il rischio) di "borrowers" che chiederanno e otterranno il prestito.
Dato un grafico in cui sull'asse delle ascisse abbiamo il tasso di interesse (r) e nell'asse delle ordinate abbiamo "L" (domanda e offerta di credito, loan in inglese), nel modello di Stiglitz-Weiss l'equilibrio non è dato dal punto di incontro tra domanda e offerta di "loans", perché in quel punto la banca non massimizza il suo profitto atteso (la banca è neutrale al rischio, perciò le sue scelte dipenderanno dal profitto atteso, in quanto la sua utilità aumenta all'aumentare del profitto atteso); ciò significa che, in questo caso, il tasso di interesse ottimo (r*) è minore del tasso di interesse in cui domanda=offerta, questo perché al tasso di interesse r*, in cui Ls<Ld, la qualità e l'affidabilità attesa di coloro che faranno domanda  e otterranno il credito è migliore rispetto al tasso di interesse in cui domanda e offerta si incontrano, (vedere esempio successivo per capire), dunque ci sarà disparità tra le due, che non si toccheranno: in equilibrio la funzione di offerta sarà inferiore della funzione di domanda; la distanza verticale tra "loans demand" e "loans supply" nel grafico rappresenta il "credit rationing", e questo segmento rappresenta coloro che fanno domanda di credito alle banche ma non lo ricevono, anche se i loro progetti posseggono VAN positivo e anche se si offrono di pagare un tasso di interesse più alto, perché, paradossalmente, se concedessero il tasso interesse più alto, le banche ridurrebbero il loro profitto atteso.
VEDIAMO ORA UN SEMPLICE ESEMPIO PER CAPIRE IL MODELLO:
Assumptions:
- numero di imprenditori che tende all'infinito, tutti neutrali al rischio come le banche;
- ogni imprenditore ha un progetto (progetto "i", dove "i" cambia per ogni imprenditore);
- ogni progetto costa K;
- ogni imprenditore ha una certa somma di ricchezza W tale per cui 0<W<K, quindi, in caso si possa ricevere somme solo dalle banche, la somma necessaria da prendere a prestito è: B=K-W;
- tutti i progetti hanno un ritorno atteso R, ma i progetti hanno rischi diversi

Prendiamo per esempio un generico imprenditore col suo progetto:
|                 | successo | fallimento |
| --------------- | -------- | ---------- |
| Flusso di cassa | Ris      | Rf         |
| Probabilità     | pi       | 1-pi       |

quindi:
{\displaystyle p_{i}R_{i}^{S}+(1-p_{i})R^{f}=R}
Rf è uguale per tutti, mentre Ris dipende, appunto, dal tipo di progetto "i"
assumiamo inoltre:
- {\displaystyle R_{i}^{S}>(1+r)B>R^{f}}; ovvero solo in caso di successo l'imprenditore è in grado di ripagare il credito concesso più gli interessi (e il suo profitto sarà  {\displaystyle R_{i}^{S}-(1+r)B>0}, in caso contrario è costretto a dare tutto Rf alla banca, ne consegue che il suo profitto in caso di fallimento è 0.
- che solo l'imprenditore sappia il valore esatto di pi, la banca conosce solo la sua densità di distribuzione

quindi, i profitti attesi sono:
- per l'imprenditore: {\displaystyle E(\pi _{i})=P_{i}[R_{i}^{S}-(1+r)B]+0}; (dove Ris rappresenta il flusso di cassa in caso di successo e B(1+r) la somma che deve essere restituita alle banche a fine periode; lo zero è dovuto al fatto che Rf, che rappresenta il flusso di cassa in caso di fallimento del progetto, è minore di B(1+r), quindi, in caso di fallimento del progetto, tutto il cash flow andrebbe alla banca)
- per la banca: {\displaystyle E(\pi _{b})=(1+r)\cdot B\cdot \int \limits _{0}^{p(r)\leq 1}p_{i}\cdot g(p_{i})dp_{i}+R^{f}\cdot \int \limits _{0}^{p(r)\leq 1}(1-p_{i})\cdot g(p_{i})dp_{i}};   (la prima parte rappresenta il guadagno atteso in caso l'imprenditore avesse successo nel progetto "i", la seconda rappresenta ciò che la banca attende di ottenere nel caso il progetto "i" fallisse).

Dove p(r) rappresenta la probabilità "soglia" del successo (che vedremo successivamente come determinarlo quando aggiungeremo la possibilità di investire W in una determinata attività); perciò gli imprenditori con probabilità di successo tra 0 e p(r)<1 richiederanno il prestito B, quelli con probabilità maggiore di p(r) non domanderanno il prestito; dimostriamo questo ragionamento con le formule:
prendendo le due formule: {\displaystyle R=p_{i}R_{i}^{S}+(1-p_{i})R^{f}}      ed    {\displaystyle E(\pi _{i})=P_{i}[R_{i}^{S}-(1+r)B]}  e riscrivendo la prima in funzione di Ris e poi sostituendola nella seconda otteniamo:
{\displaystyle E(\pi _{i})=R-R^{f}-p_{i}[(1+r)B-R^{f}]}
dato che: {\displaystyle R_{i}^{S}>(1+r)B>R^{f}} la parte dentro la parentesi è positiva e maggiore di 0, dunque al crescere di pi il rendimento atteso diminuisce (questo è logico: il rendimento aumenta all'aumentare del rischio) e quindi l'imprenditore con alte probabilità di successo rifiuta il progetto a causa del profitto atteso troppo basso e poco appetibile e del tasso di interesse {\displaystyle r} sul credito concesso troppo elevato; dunque:
{\displaystyle \left[{\frac {\Delta E(\pi _{i})}{\Delta p_{i}}}\right]<0}
quindi:
- gli imprenditori con poche probabilità di successo hanno un profitto atteso più elevato e sono quindi disposti a pagare di più per ottenere il credito;
- l'equazione {\displaystyle E(\pi _{i})=R-R^{f}-p_{i}[(1+r)B-R^{f}]} funziona perché R è uguale per tutti gli imprenditori.

Assumiamo ora che l'imprenditore abbia anche possibilità di investire la sua ricchezza in un titolo; il ritorno dall'investimento sarebbe: {\displaystyle W(1+\rho )} con rho maggiore di 0. Ciò implica che ogni imprenditore chiederà un prestito alla banca per finanziare il proprio progetto se:
{\displaystyle W(1+\rho )<E(\pi _{i})},        ossia: {\displaystyle W(1+\rho )<R-R^{f}-p_{i}[(1+r)B-R^{f}]}; 
riprendendo il concetto di la probabilità "soglia" del successo p(r) ,essa è data dal pi che rende uguali queste due formule 
{\displaystyle W(1+\rho )=R-R^{f}-p_{i}[(1+r)B-R^{f}]}
perciò gli imprenditori con probabilità di successo tra 0 e p(r) richiederanno il prestito, in quanto il profitto atteso {\displaystyle E(\pi _{i})=R-R^{f}-p_{i}[(1+r)B-R^{f}]} è elevato, quelli con probabilità maggiore di p(r) non domanderanno il prestito a causa del profitto atteso troppo basso (dato pi troppo elevato che riduce il profitto atteso dell'investimento) ed investiranno la propria ricchezza nel titolo in quanto dà un profitto atteso uguale o addirittura maggiore rispetto a {\displaystyle E(\pi _{i})}. Ciò significa che la domanda di credito, ovviamente, diminuisce all'aumentare di {\displaystyle r} (oltre che all'aumentare della probabilità di successo) poiché man mano che {\displaystyle r} aumenta il profitto atteso diminuisce; ma un maggiore {\displaystyle r} è favorevole solo fino ad un certo punto anche per la banca: se {\displaystyle r} aumenta eccessivamente, solo coloro che continueranno ad avere un rischio molto elevato continueranno a domandare credito; gli altri, a causa del tasso di interesse troppo elevato e probabilità "soglia" del successo che si abbassa sempre di più, preferiranno investire nell'attività priva di rischio; conseguentemente, man mano che {\displaystyle r} aumenta, il profitto atteso per la banca diminuirà a causa della presenza eccessiva di imprenditori con progetti troppo rischiosi; vediamo con un esempio:
ci sono 1000 imprenditori e un dato tasso di interesse {\displaystyle r_{1}}, con questo tasso di interesse 500 imprenditori (con una determinata probabilità di successo tale per cui {\displaystyle W(1+\rho )<R-R^{f}-p_{i}[(1+{\displaystyle r_{1}})B-R^{f}]}) chiedono il prestito; mentre gli altri 500 non lo chiedono (poiché la probabilità di successo dell'investimento rende {\displaystyle W(1+\rho )\geq R-R^{f}-p_{i}[(1+{\displaystyle r_{1}})B-R^{f}]}) ; perciò per questo dato  {\displaystyle r_{1}} esiste una determinata probabilità soglia di successo p(r); se supponiamo che {\displaystyle r_{1}} cresca a {\displaystyle r_{2}} tutto ciò porterà a una riduzione di p(r) e ,dato che la soglia di probabilità che eguaglia {\displaystyle E(\pi _{i})} e {\displaystyle W(1+\rho )} diminuirà e ci sarà una certa frazione di imprenditori che prima avrebbero chiesto il prestito che ora, a causa del tasso di interesse applicato troppo alto, preferiranno investire nel titolo, quindi, per esempio, con {\displaystyle r_{2}} 300 imprenditori chiederanno il prestito mentre 700 investiranno nel titolo, dunque la domanda di credito è diminuita!
La spiegazione precedente è sintetizzata nella formula: {\displaystyle \Delta p(r)/\Delta (r)<0}, ossia: se aumenta {\displaystyle r} diminuisce la qualità del progetto dell'imprenditore richiedente il prestito (la probabilità di successo dell'imprenditore diminuisce), poiché solo coloro con un profitto atteso ancora elevato (e quindi progetto più rischioso) accetteranno tale tasso. 
Guardando ora anche la banca, {\displaystyle \Delta p(r)/\Delta (r)<0} è giusto dopo una certa soglia di {\displaystyle r} poiché la banca si vedrà abbassare il profitto atteso dato che p(r) rappresenta l'intervallo superiore dell'integrale per il calcolo del profitto atteso della banca, (un minore p(r) riduce l'area quindi); quindi, il profitto atteso sale fino a un certo livello di {\displaystyle r}, ma poi a un certo "turning point" inizia a decrescere (a causa dei progetti degli imprenditori ancora disposti a pagare un {\displaystyle r} elevato troppo rischiosi; questo concetto lo possiamo vedere facendo la derivata del profitto atteso per la banca rispetto al tasso di interesse {\displaystyle r}:
il profitto atteso della banca è: {\displaystyle E(\pi _{b})=(1+r)\cdot B\cdot \int \limits _{0}^{p(r)\leq 1}p_{i}\cdot g(p_{i})dp_{i}+R^{f}\cdot \int \limits _{0}^{p(r)\leq 1}(1-p_{i})\cdot g(p_{i})dp_{i}}
dobbiamo dunque derivare {\displaystyle E(\pi _{b})} rispetto a {\displaystyle r} e porre la derivata pari a 0 per trovare il punto di massimo: lo si fa utilizzando la regola di Leibniz; si trova un determinato livello di {\displaystyle r*} finito, che è il tasso ottimo che massimizza il profitto della banca; se si aumenta o si diminuisce {\displaystyle r}, il profitto atteso della banca diminuirà (dunque, la funzione di profitto atteso per la banca, come la funzione di offerta di credito, avrà una forma a campana in cui il massimo è raggiunto nel punto {\displaystyle r*}.
inoltre il tasso di profitto atteso per la banca è: {\displaystyle \Phi =E(\pi _{b})/B}
Per quello che riguarda la funzione di domanda del credito, che abbiamo già detto che decresce all'aumentare di r, la sua funzione è:
{\displaystyle L^{d}=B\int \limits _{0}^{p(r)}g(p_{i})dp_{i}}
Come già detto all'inizio, {\displaystyle r*} non è nel punto in cui domanda e offerta si incontrano, ma nel punto in cui la banca massimizza il suo profitto atteso; nel punto in cui domanda e offerta si incontrano il relativo {\displaystyle r} è troppo elevato e i progetti degli imprenditori disposti ad accettarlo sono troppo elevati e il profitto atteso più basso.
Per concludere, ricordiamo che tutto ciò vale in presenza di asimmetria informativa.